# Jock Simpson
Jock Simpson, właśc. John Robert Simpson (ur. 25 grudnia 1886 w Pendleton, zm. 4 stycznia 1959 w Falkirk) – angielski piłkarz występujący na pozycji pomocnika.
Jako zawodnik Falkirk dwukrotnie sięgnął po tytuł króla strzelców Scottish Division One – w sezonach 1907/1908 oraz 1909/1910, zapisując na swoim koncie odpowiednio 32 i 24 bramki.
W barwach Blackburn Rovers rozegrał 151 spotkań, w których strzelił 16 bramek w Division One. Zadebiutował w tych rozgrywkach 28 stycznia 1911 roku w zremisowanym 1:1 meczu z Sheffield United, a swojego pierwszego gola w Division One strzelił 26 grudnia 1911 roku w zremisowanym 2:2 pojedynku z Preston North End. Z zespołem Blackburn dwukrotnie triumfował w rozgrywkach o mistrzostwo Anglii (1912, 1914).
W reprezentacji Anglii zadebiutował 11 lutego 1911 w wygranym 2:1 meczu British Home Championship 1911 z Irlandią, a 10 lutego 1912 w wygranym 6:1 pojedynku British Home Championship 1912 z tym samym rywalem, strzelił swojego jedynego gola w kadrze. W latach 1911–1914 w drużynie narodowej wystąpił ośmiokrotnie.